# Nachricht von einem gebildeten jungen Mann
Nachricht von einem gebildeten jungen Mann ist der Titel einer satirischen Erzählung E.T.A. Hoffmanns über einen gelehrten und musikalisch begabten Affen. Sie erschien 1814 als 10. Teil der „Kreisleriana.“

## Inhalt
Der Affe Milo wurde im Haus eines Kommerzienrates nicht nur im Sprechen, sondern auch im Lesen und Schreiben sowie in den Künsten unterrichtet und verhält sich, von gelegentlichen kleinen Ausfällen abgesehen, gesellschaftskonform. Als Beweis seiner erworbenen „Weisheit und Tugend“ sowie seines „Kunstgefühls“ gibt der Erzähler einen Brief des privatisierenden Künstlers und Gelehrten wieder, in dem der Schreiber seine Affenfreundin Pipi in Nordamerika ermuntert, sich wie er zu bilden, damit sie seinen Brief lesen kann. Er resümiert, von aller Kunst habe ihn die Musik besonders angezogen, weil er bei ihrem Vortrag von vielen Menschen bewundert werde. Er berichtet stolz, dass er dank seiner länglichen Finger am Fortepiano zwei Oktaven greifen kann. Ein berühmter Sänger habe ihn daraufhin zum Singen ermuntert und ihm bei seinem Bekenntnis, er habe keine gute Stimme, erklärt, der wahren Singkunst stehe eine gute, natürliche Stimme eher entgegen als dass sie ihr nütze. Auch halte er sich nicht an die Partituren. Anstatt die vom Komponisten intendierte Melodie zu singen, habe er Manieren einstudiert, auf allerlei Weise virtuos zu singen, wie es einem Genie entspreche. Er brauche keine handwerklichen Techniken. Sein Grundsatz sei die gänzliche Verachtung alles Bestrebens gewöhnlicher Künstler. Dies bedeute „die höchste Selbstzufriedenheit mit allem, was nun so ohne alle Anstrengung die eigene Kraft hervorruft: das alles sind untrügliche Zeichen des höchstkultivierten Genies, und wohl mir, dass ich alles das täglich, ja stündlich an mir bemerke.“ So lebe er anerkannt und erfolgreich in der menschlichen Gesellschaft und verdanke seinen „glücklichen Zustand […] der erlangten hohen Bildung“. Doch überkomme ihn gelegentlich die Sehnsucht nach dem früheren Leben und er klettere auf Bäume. Aber dann schäme er sich und strebe wieder nach Kultur und weisheitsvollen Lehren, um „zu der inneren Ruhe und Behaglichkeit zu gelangen, die nur die höchste Kultur erzeugt, wie sie aus dem innern Ingenio und dem Umgang mit weisen, gebildeten Menschen entspringt.“

## Einordnung in Hoffmanns literarisches Werk
Die „Kreisleriana“ ist eine Sammlung von dreizehn Texten aus dem Nachlass des Kapellmeisters Kreisler, die von einer Schülerin, Fräulein von B., herausgegeben wurden: Erlebnisse, Kindheitserinnerungen, Tagebucheintragungen, Briefwechsel, Aufsätze über Musik, Erzählungen. Die vom Affen Milo vertretene Kunstauffassung entspricht der Kreislers in Hoffmanns Roman Lebens-Ansichten des Katers Murr: „Der Enthusiasmus, das idealistische Streben, das Leiden an der Realität, kurz das Unbedingte und Exzentrische der Künstlerexistenz ist für Hoffmann das Gegenprinzip jenes pedantisch sich selbst bespiegelnden Ordnungssinnes [Murrs], der sich zur Fiktion einer autobiographischen Kontinuität versteigt.“
Wie in den Bildungsgeschichten vom Künstler Milo und des wie ein Mensch sprechenden und denkenden Katers, lässt Hoffmann im Kunstgespräch Nachricht von den neuesten Schicksalen des Hundes Berganza ein Tier als Protagonist auftreten: Kreislers Hund Berganza spricht mit dem Erzähler über sein Leben, seinen Weg zur Bühne und das Musiktheater.

## Motiv- und Wirkungsgeschichte
Der Affe als literarische Figur ist Thema zahlreicher wissenschaftlicher Untersuchungen. Die Spanne seiner Rollen in den Erzählungen reicht von der Bestie, vom Doppelwesen, vom wilden Tier als Schattenseite des Menschen, z. B. in Stevensons Der seltsame Fall des Dr. Jekyll und Mr. Hyde oder Flauberts: „Quidquid volueris“ bis zum ambivalenten Freiheitssymbol, z. B. in Kafkas „Ein Bericht für eine Akademie“ und zu einem dem Menschen überlegenen Wesen im dystopischen Roman Der Planet der Affen von Pierre Boulle oder in Peter Høegs „Die Frau und der Affe“.
Hoffmanns kleine Erzählung hat Künstler unterschiedlicher literarischer Epochen zu Affengeschichten angeregt, u. a. Wilhelm Hauff und Franz Kafka, und die Motivgeschichte sprechender Affen bereichert.

### Hauff: Der Affe als Mensch
In der Gesellschaftssatire „Der Affe als Mensch“ lässt ein geheimnisvoller Fremder durch Drill einen Orang-Utan als gebildeten Engländer erscheinen, den er dann in die Gesellschaft einer Kleinstadt einführt. Trotz harter Trainingsmethoden mit Peitsche und Würgehalsband sind, abgesehen von seiner Ausdauer als turbulenter, sprungkräftiger Tänzer, die Lernfortschritte im Sprechen, Gesang und in den sozialen Umgangsformen begrenzt. Doch dient sein unkonventionelles Benehmen vielen ihn bewundernden Beobachtern als Beispiel, sich ebenfalls, vermeintlich nach Art der Engländer, wild und rüde aufzuführen. Nachdem sein Gesangsauftritt bei einem Konzert im Chaos endet, wird er eingefangen, von einem Naturkundler als Orang-Utan identifiziert und in einem Tiergehege untergebracht. Der Fremde hat zuvor die Stadt verlassen. In einem zurückgelassenen Brief offenbart er, die Bürger mit dem Affen-Scherz für ihre Klatschsucht und ihren Gesellschaftszwang bestraft zu haben.
In den Erzählungen Hoffmanns, Hauffs und Kafkas sind die Tiere Spiegelbilder der Menschen und dienen durch ihre Fähigkeit, den Menschen nachzuahmen, als literarische Reflexionsfiguren.

### Franz Kafka: Ein Bericht für eine Akademie
Der Verfasser von Kafkas „Ein Bericht für eine Akademie“ ist ein von einer Jagdexpedition der Firma Hagenbeck eingefangener Affe. Während seiner Überfahrt nach Europa sucht er in einem engen Käfig einen Ausweg aus der Gefangenschaft in einem zoologischen Garten: Er ahmt die Menschen in ihren Gesten und auch im Sprechen nach, wird als Imitator entdeckt und feiert im Varieté große Erfolge. Er hat das Optimale erreicht: ein Künstler mit der Durchschnittsbildung eines Europäers. Aber in den Augen seiner Freundin, einer kleinen halbdressierte Schimpansin, sieht er den „Irrsinn des verwirrten dressierten Tieres“, den er tagsüber nicht ertragen kann.

## Adaption
Hörbuch: „Der Affe als Mensch, Tiergeschichten, E.T.A. Hofmann, Wilhelm Hauff, Franz Kafka , Carl Hagenbeck.“ Sprecher: Gerd Udo Feller

## Ausgaben und Literatur
s. Ausgaben
s. Sekundärliteratur